# 夷堅志
『夷堅志』（いけんし）は、中国南宋の洪邁（1123年 - 1202年）が編纂した志怪小説集である。1198年（慶元4年）頃の成立、206巻。

## 撰者・洪邁
字は景廬、容斎先生または野処と号する。饒州鄱陽県の出身。南宋の政治家の洪皓（西遼の耶律大石などを記した『松漠紀聞』の著者）の子で、洪适・洪遵の弟に当たる。紹興15年（1145年）に科挙の博学宏詞科に及第、両浙転運司幹弁公事となり、左司員外郎に昇任した。しかし、金朝との講和論を主張する宰相の秦檜に徹底して反対したので、隆興元年（1163年）に左遷され、泉州・吉州などの知州を歴任したが、地方官としての名声が高く、中央に復帰して、起居郎・中書舎人兼侍読、直学士院を経た後、淳熙13年（1186年）には翰林学士に昇進し、監修国史を兼ね、四朝国史（神宗・哲宗・徽宗・欽宗）を編纂した。その後、端明殿学士となったが、官を辞した後に没した。その経歴の間に見聞したという怪事や異事などを取りまとめ、書き記したのが本書である。また、その随筆である『容斎随筆』も名高い。

### 伝記資料
- 『宋史』巻373

## 構成
宋代原本（佚本）
1. 志甲－癸　　200巻
2. 支甲－支癸　100巻
3. 三甲－癸　　100巻
4. 四甲・四乙　 20巻

張元済本
1. 甲乙丙丁志　　　　80巻
2. 支甲乙丙丁戊庚癸　70巻
3. 己辛壬志　　　　　30巻
4. 補　　　　　　　　25巻
5. 再補　　　　　　　 1巻

書名の「夷堅」は、『列子』「湯問」中の「大禹は行きて之を見、伯益は知りて之を名づけ、夷堅は聞きて之を志す」から採ったものである。
内容は多方面にわたっており、神仙・鬼怪、風俗習慣に始まり、宋人の異聞・佚事、詩詞・歌賦、医薬の処方にまで及んでいる。小説類に属する書物ではあるが、本書中からは、官撰の史書からは読み取れない類いの民衆生活の実態が、生き生きと活写されており、宋代社会史研究上の重要な文献である。
体裁は、個々の題名の下に本文を記しており、10数事前後で1巻の体裁となっており、各本文の末尾には、何某からの伝聞等と事項の出処を明記している。そこからは、当時の士人の交際範囲を垣間見ることができる。また、仏教や道教を含めた当時の民間信仰や、民衆の心象世界を解明する端緒ともなり得るため、民俗学・宗教史上の資料としても貴重である。

## テキスト
宋代の書籍目録である『直斎書録解題』には、本書は全420巻と記されているが、後に散佚し、『宋史』「芸文志」では、140巻まで減少しており、『四庫全書総目提要』では僅かに50巻を載せるのみであった。
現存するテキストで原本に最も近いとされるのは、1927年に涵芬楼出版の張元済『新校輯補夷堅志』206巻である。
1981年、中華書局出版の評点本は、涵芬楼本を底本としたものである。その上で、『永楽大典』から抽出した佚文28篇を巻末に附している。